# 奧拉赫河 (納薩赫河支流)
50°06′46″N 10°30′52″E / 50.112796°N 10.514558°E

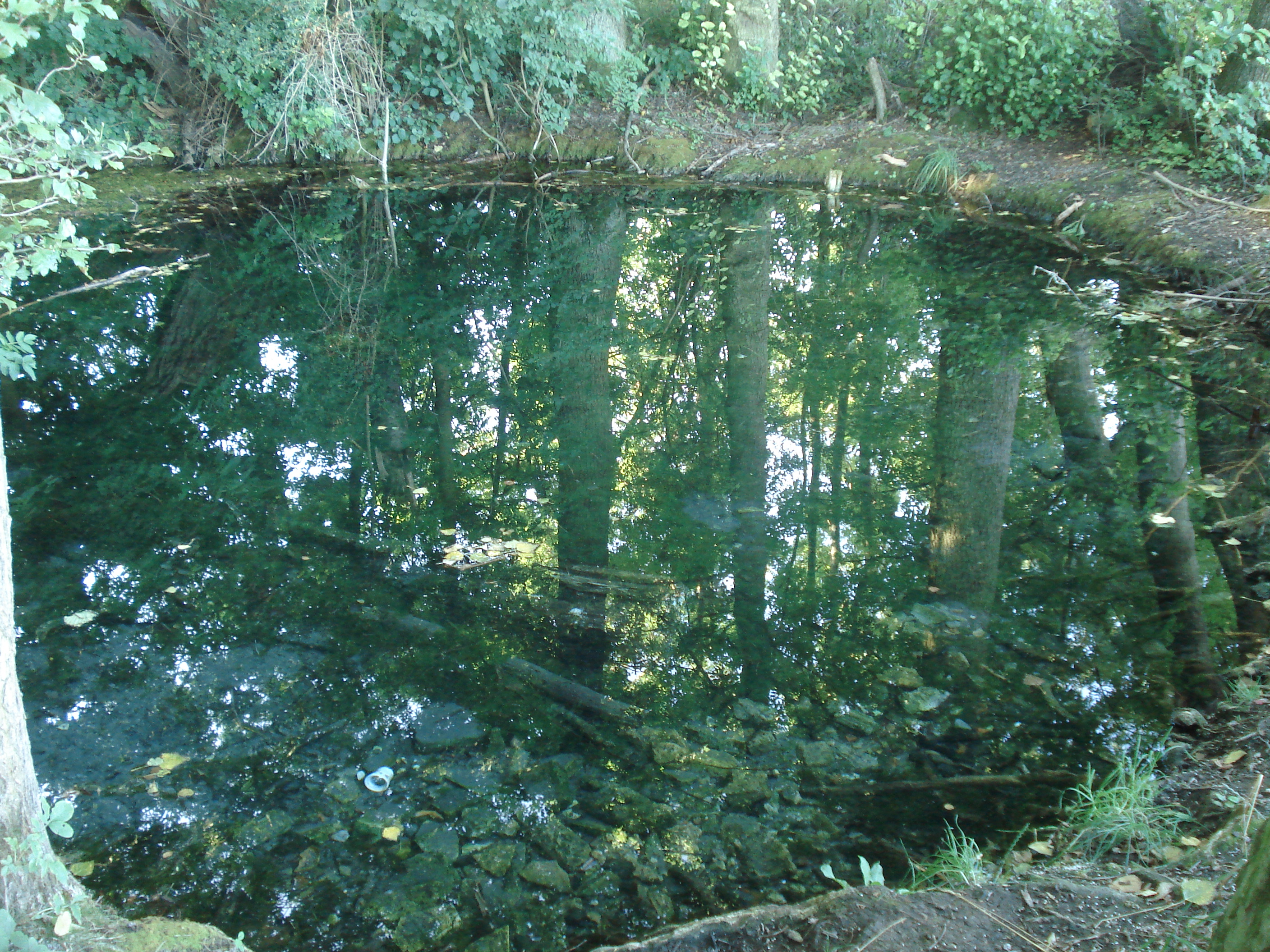

奧拉赫河（德語：Aurach），是德國的河流，位於該國東南部，由巴伐利亞負責管轄，屬於納薩赫河的左支流，河道全長9.5公里，流域面積24.9平方公里。